# Andreas Rumpf
Gustav Andreas Christian Rumpf (Potsdam, 3 dicembre 1890 – Colonia, 22 maggio 1966) è stato un archeologo tedesco.

## Biografia
Specializzato in arte antica greca e romana, si è occupato di pittura vascolare e murale e di scultura del periodo classico. Fu docente all'Università di Colonia dal 1928 al 1960.

## Studi e pubblicazioni
- Chalkidische Vasen, Berlino ; Lipsia, de Gruyter, 1927.